# Монакан
Монакан (на английски: Monacan) е северноамериканско индианско племе, което по време на основаването на Джеймстаун през 1607 г. живее около изворите на река Джеймс, над водопадите, където днес се намира град Ричмънд, Вирджиния. Поради ранното им изчезване, данните за тях са доста оскъдни. известно е само, че подобно на своите съседи манахок, монакан са предимно ловци-събирачи. Двете племена са близки съюзници, говорещи диалекти на един език, вероятно сиу и постоянни врагове на поухатан. Притиснати от могъщи врагове като поухатан от изток и ирокезите от север, малобройните племена в предпланините на Вирджиния като монакан, мохетан, манахок и други са принудени да се обединят, за да оцелеят. Въпреки това населението им се стопява бързо и до 1702 г.изчезват от историята. Изглежда някои остават в родината си и през годините, приемайки останки от други племена, и смесвайки се с бялото и цветнокожо население, по-късно формират новото племе монакан. През 1989 г. техните потомци получават признаване от щата Вирджиния като Монакан индианската нация. Тя е със седалище в Медисън Хайтс в окръг Амхърст, Вирджиния и има общо 2000 записани членове.

## История
Първите сведения за индианците в предпланините на Вирджиния и по-специално за монакан и манахок идват главно от колонистите в Джеймстаун. Когато англичаните, водени от Джон Смит правят първите си проучвания в горната част на река Джеймс научават за индианците, които контролират територията нагоре от водопадите на реката и прилежащите склонове на Блу Ридж, и са в постоянна война с поухатан. През ноември 1608 г. англичаните предприемат втора експедиция, за да проучат страната им. На около 50 – 60 километра нагоре от водопадите на Джеймс те откриват две от селата на монакан – „Масинакак“ и „Моухеминчуг“. Това са единствените села на монакан посетени от европейците.
През следващите 60 години нищо не се чува за тях, освен че през 1654 г. или 1656 г. чероките опустошават страната им. През 1670 г. монакан са посетени отново от Джон Ледерер, който споменава, че от племето са останали едва около 100 души. Между 1670 г. и 1699 г. монакан изоставят родината си и въпреки че някои от тях остават до 1702 г., основната част вероятно се присъединяват към сапони и тутело.

## Подразделения
На картата на Джон Смит от 1712 г. са показани 5 села на монакан, които са представени като подразделения или подплемена:
- Мохемчо (Мохеминче, Мохеминчук, Мохеминчуги) – на южния бряг на река Джеймс, на около 25 километра над водопадите на реката. През 1699 г., след като е изоставено в него се настанява хугенотска колония и то започва да се нарича Монакан Таун. През 1702 г. се съобщава, че градът е важен търговски център в региона.
- Масинакак – на южния бряг на Джеймс, на около 20 километра над Мохемчо.
- Расауек (Расаумеак) – според Смит това е главното село на монакан, разположено близо до устието на река Ривана.
- Монахасануг – на южния бряг на Джиймс, близо до днешния Уингини в окръг Нелсън.
- Монасукапануг – на източния бряг на река Ривана, близо до днешния Шарлътсвил.[2]

## Съвременните монакан
Монакан индианската нация е локализирана в окръг Амхърст, Вирджиния, със седалище в Медисън Хайатс. Нацията има над 2000 записани членове, които твърдят че са потомци на историческите монакан. За това обаче няма доказателства, тъй като не може да се проследи наследствеността между монакан и днешните им наследници. През 1988 г. племето създава неправителствена организация и през 1989 г. получава официално признаване от щата Вирджиния.